# Єпархія Акрассуса

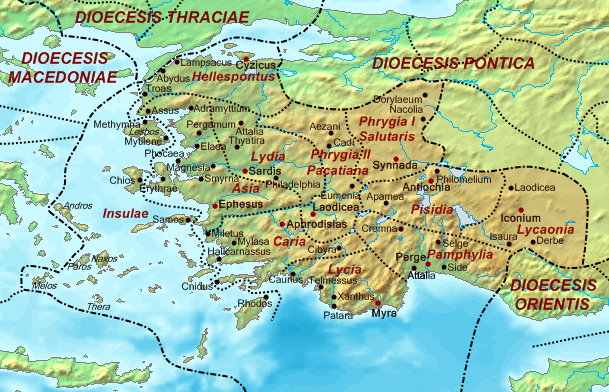
Карта цивільного діоцезу Азія (V століття)

Єпархія Акрассуса (лат. Dioecesis Acrassiotana) — колишня християнська єпархія, сьогодні — титулярна єпархія Католицької Церкви.

## Історія
Акрассус — єпископський престол, що належав до митрополії Сарди Константинопольського патріархату. Розташований був у римській провінції Лідія цивільного діоцезу Азія. Головне місто єпархії було розташоване над рікою Каїк (сьогодні — ріка Бакирчай у Туреччині).
Точно відомо ім'я одного єпископа цієї єпархії. Єпископ Акрассуса Патрикій брав участь у Халкідонському соборі 451 року.
У зв'язку з подібністю назви цієї єпархії до назви іншого єпископського осідку — Акарассуса, що в провінції Лікія, — серед істориків існують неузгодженості щодо кафедри двох інших єпископів, які носили однакове ім'я Костянтин, перший з яких брав участь у II Нікейському соборі 787 року, а другий — у Константинопольському соборі 879 року, який реабілітував Константинопольського патріарха Фотія.
Сьогодні Акрассус є титулярною єпархією Католицької Церкви. Титулярним єпископом Акрассуса є апостольський екзарх Сербії і Чорногорії Юрій Джуджар.

## Єпископи
- Патрикій † (згадується в 451)
- Костянтин? † (згадується в 787)
- Костянтин? † (згадується в 879)

## Титулярні єпископи
- Леопольдо Аркаїра † (6 листопада 1961 — 23 листопада 1994 помер)
- Юрій Джуджар (3 березня 2001 — 6 грудня 2018 призначений єпископом єпархії святого Миколая в Руському Крстурі)